# Смольяны (Витебская область)
Смолья́ны (бел. Смалья́ны) — агрогородок в Оршанском районе Витебской области Беларуси. Административный центр Смольянского сельсовета. Расположен на речке Дерновке (приток реки Адров, бассейн Днепра), в 1 километре к северу от автодороги Орша — Лепель.

## История
В прошлом Смольяны принадлежали князьям Курбским, Острожским, Павлу Каролю Сангушко и другим владельцам. С тех времён сохранились (в руинах) памятники архитектуры:
- Замок «Белый Ковель» (XVII века);
- Костёл Девы Марии (XVII века);
- Церковь Св. Алексея (XIX века).

Сохранился один действующий храм — деревянная православная Спасо-Преображенская церковь 2-й половины XVIII века.
13-14 ноября 1812 года под Смольянами происходило сражение Отечественной войны.
На католическом кладбище в Смольянах находится могила польско-белорусского поэта Томаша Зана.
В 2009 году деревня Смольяны преобразована в агрогородок.

## Культура
- Дом культуры
- Музей ГУО «Смольянская средняя школа Оршанского района»

## Достопримечательности
- Смольянский замок (1-я половина XVII в.) —  Историко-культурная ценность Республики Беларусь, шифр 212Г000139
- Костёл Св. Девы Марии (2-я половина XVIII в.) —  Историко-культурная ценность Республики Беларусь, шифр 212Г000138
- Спасо-Преображенская церковь (2-я половина XVIII в.) —  Историко-культурная ценность Республики Беларусь, шифр 212Г000137
- Свято-Алексеевская церковь (1864 г.) —  Историко-культурная ценность Республики Беларусь, шифр 213Г000140
- Могила Томаша Зана
- Усадебно-парковый комплекс

### Памятник, скульптура
- Братская могила советских воинов и партизан
- Братская могила советских воинов
- Памятник В. И. Ленину
- Памятный знак в честь основания посёлка

### Утраченное наследие
- Ратуша (XVIII в.)
- Мельница (2023)

## Галерея
- Замок
- Замок
- Замок
- Костёл Девы Марии
- Спасо-Преображенская церковь
- Церковь Святого Алексея

## В искусстве
- Ю. Пешка Замок в Смольянах. кон. XVIII века
- Н. Орда Смольяны. 2-я пол. XIX века
- Н. Орда Могила Томаша Зана в Смольянах.